# Humerobatidae
Humerobatidae é uma família de ácaros pertencentes à ordem Sarcoptiformes.
Géneros:
- Africoribates Evans, 1953
- Afroleius Mahunka, 1984
- Anellozetes Hammer, 1962
- Antarctozetes Balogh, 1961
- Diapterobates Grandjean, 1936
- Humerobates Sellnick, 1928
- Nuhivabates Niemi & Behan-Pelletier, 2004
- Ramsayellus Espanha e Luxton, 1970
- Svalbardia Thor, 1930